# ウーリ川
ウーリ川またはウーリー川 (Wouri, Vouri, Vuri) は、カメルーンの河川。ンカム川とマコンベ川がヤバシ市の北東32キロメートルで合流してから、およそ160キロメートルにわたり南西に流れ、カメルーン南西部のドゥアラでギニア湾にそそぐ。ドゥアラから上流へおよそ64キロメートルの区間は航行可能である。

## 歴史
ポルトガルの航海士で探検家のフェルナン・ド・ポーが1472年ごろ、ヨーロッパ人としてはじめてウーリ川の河口を探検したとされる。ポーはウーリ川に小エビ（学名 Lepidophthalmus turneranus）がたくさんいたことから、この川を「エビの川」 (Rio dos Camarõe) と命名し、これがカメルーンという国名の由来となった。

## 橋梁
フランス植民地時代の1950年代、全長1キロメートルの橋がウーリ川にかけられた。ドゥアラとボナベリを結ぶこの橋は中央アフリカ地域で最も大きい橋で、カメルーン西部だけでなくチャドや中央アフリカ共和国といった内陸国の国際貿易にもきわめて大きな影響を与えた。開通当初は1日2000台の車両の通行を想定していたが、今日では45,000台以上に上っており、ドゥアラ側では慢性的な渋滞が深刻化している。

## ギャラリー

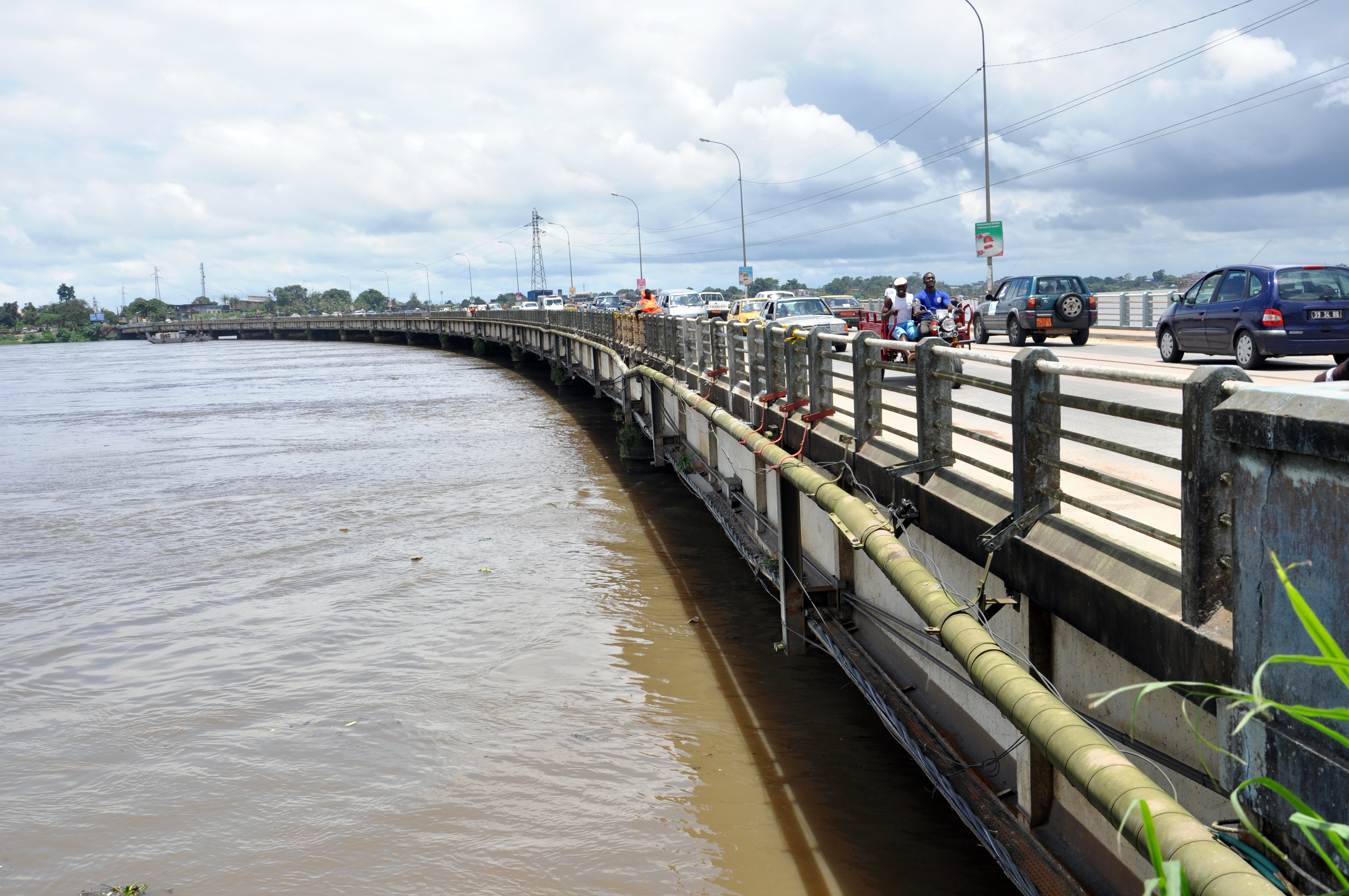
ウーリ橋
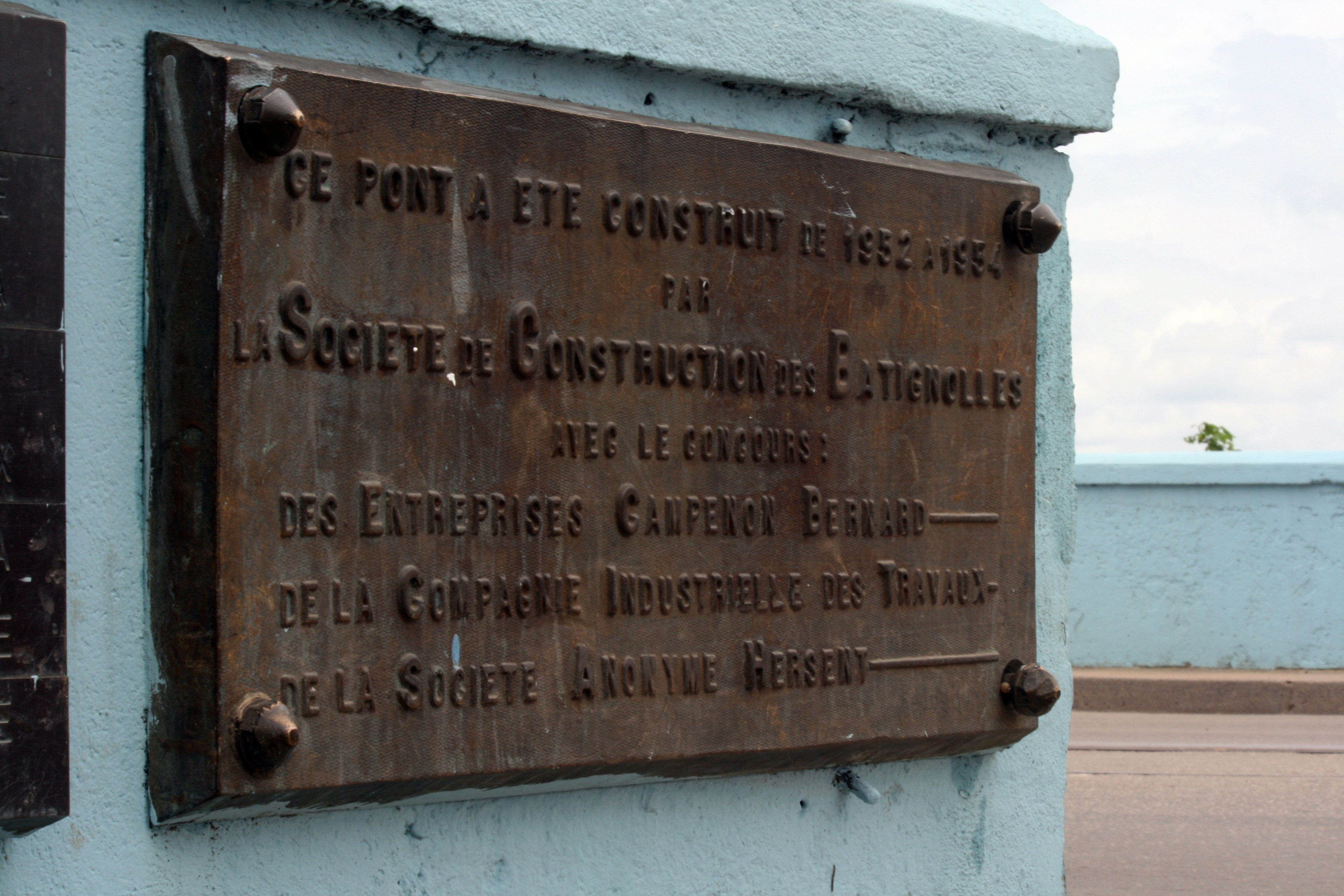
ウーリ橋の銘板
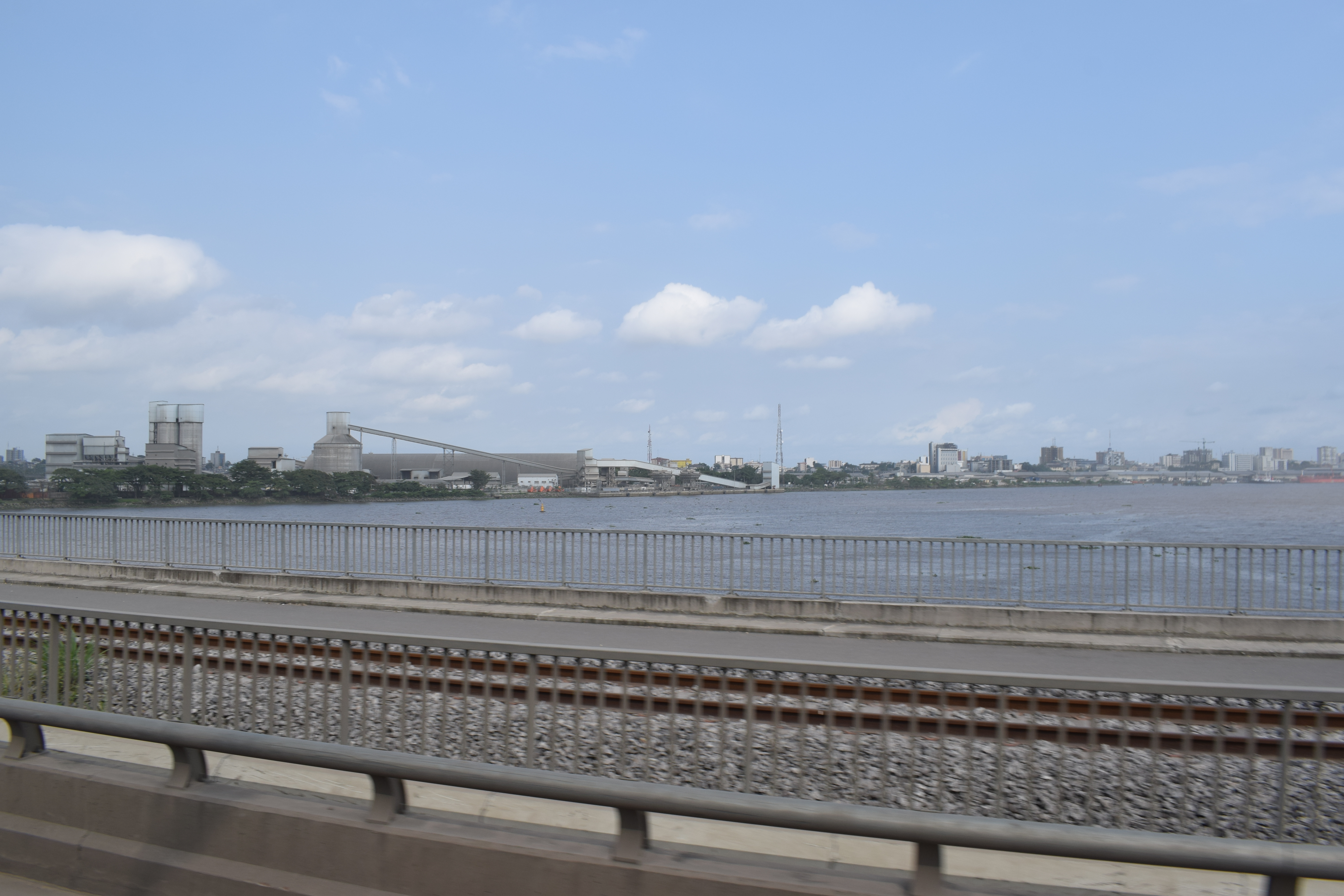
ウーリ橋からの眺望
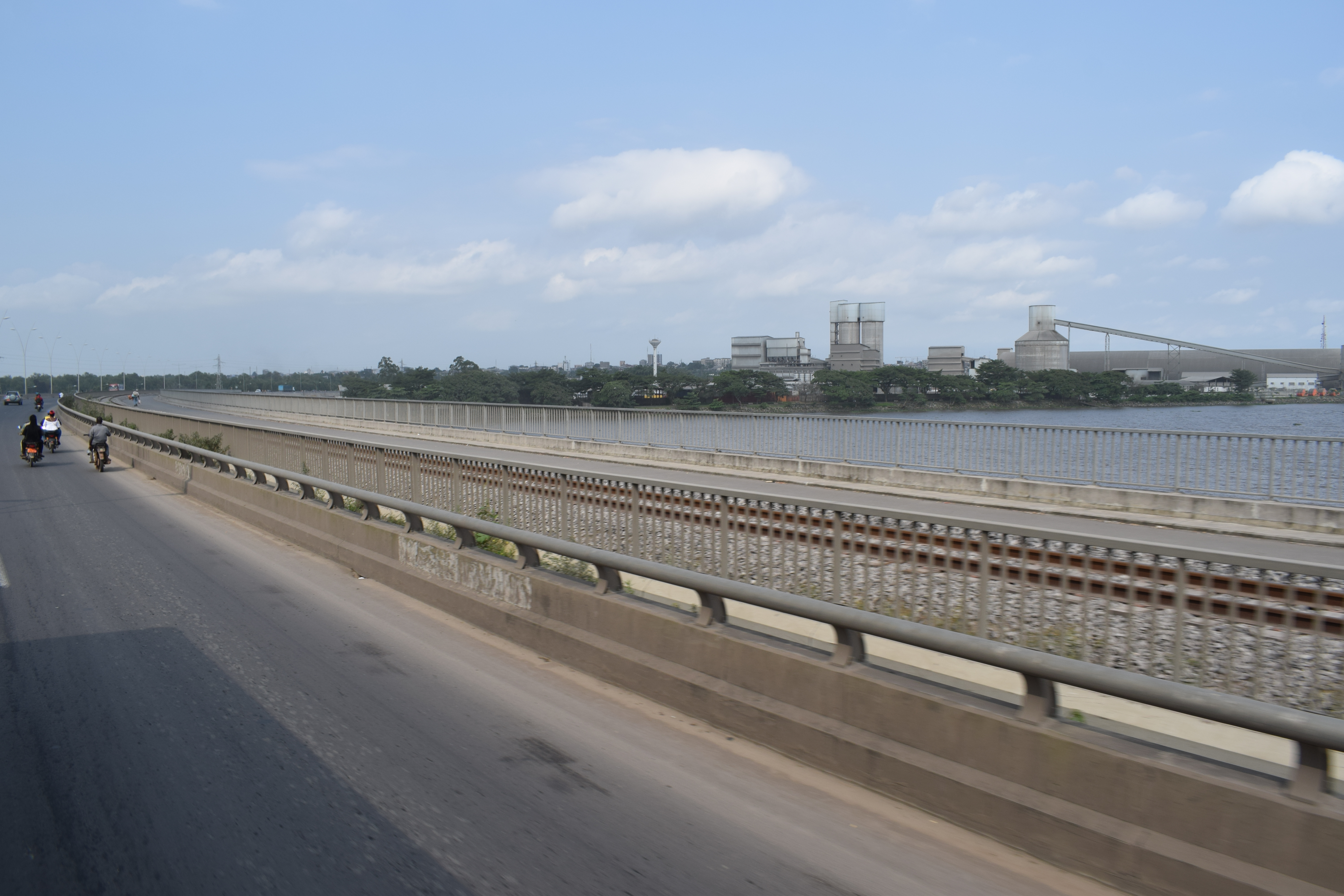
近年建設された第二ウーリ橋
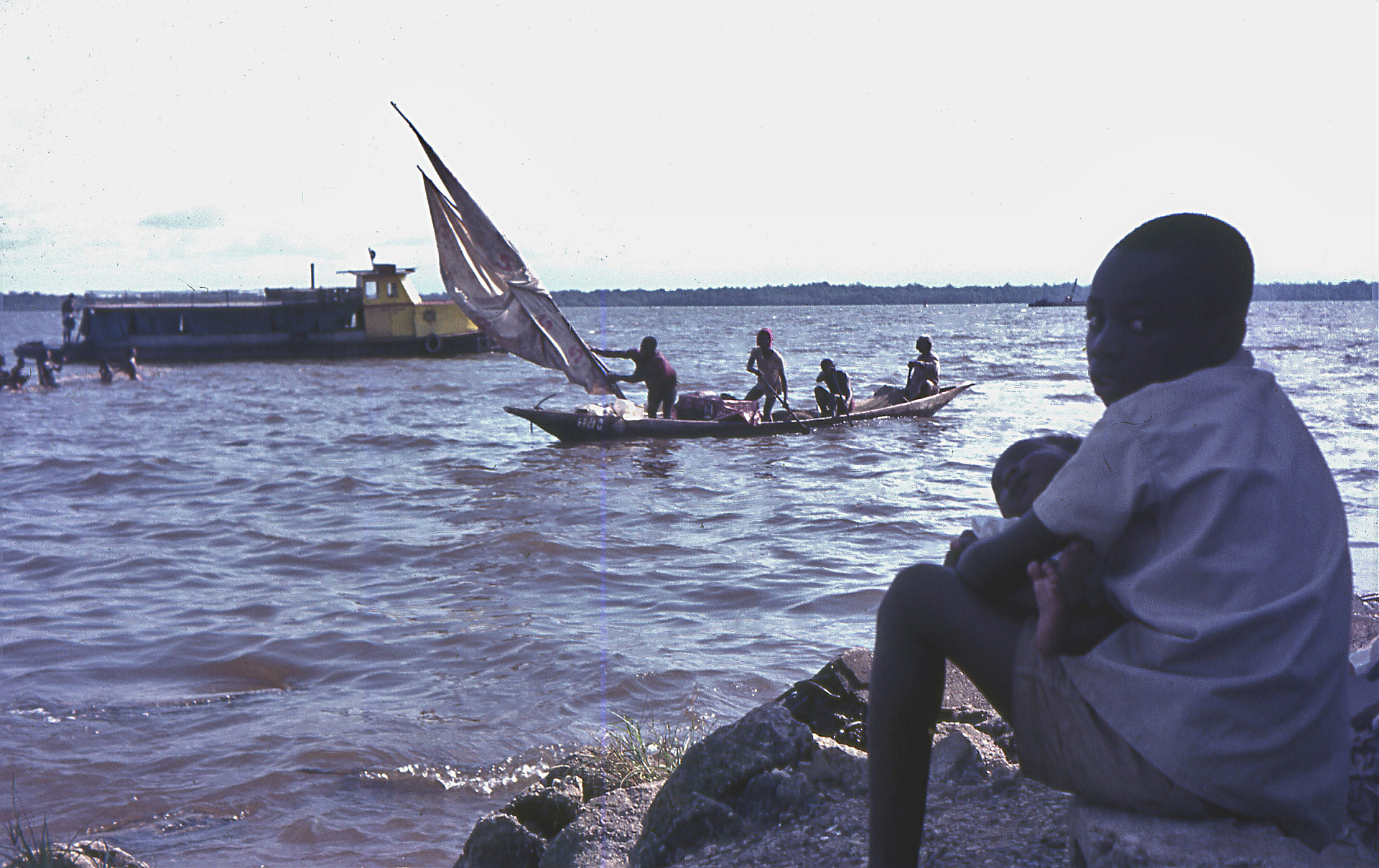
ウーリ川の漁民